# Dicranomyia punctulata
Dicranomyia punctulata är en tvåvingeart som beskrevs av De Meijere 1911. Dicranomyia punctulata ingår i släktet Dicranomyia och familjen småharkrankar. Inga underarter finns listade i Catalogue of Life.